# Chesley Bonestell
Chesley Knight Bonestell, Jr. (San Francisco, California, 1 de enero de 1888-Carmel-by-the-Sea, California, 11 de junio de 1986) fue un pintor, diseñador e ilustrador estadounidense. Sus obras fueron de gran influencia en el arte e ilustración de la ciencia ficción, y ayudó a inspirar el programa espacial estadounidense. Pionero del arte astronómico, junto con el astrónomo y artista francés Lucien Rudaux, Bonestell fue apodado «padre del arte moderno del espacio».

## Vida y carrera
Bonestell nació en San Francisco (California). Realizó su primera pintura astronómica en 1905; después de ver Saturno a través de un telescopio de 300 mm en el Observatorio Lick de San José, corrió a casa para pintar lo que había visto. La pintura fue destruida en el incendio que siguió al terremoto de San Francisco de 1906. Entre 1915 y 1918 exhibió litografías en la cuarta y séptima exposiciones anuales de la California Society of Etchers (actualmente California Society of Printmakers) en San Francisco.
Estudió arquitectura en la Universidad de Columbia en la ciudad de Nueva York, aunque abandonó los estudios en su tercer año; trabajó como representante y diseñador de varias de las principales firmas de arquitectura de la época. Junto con William van Alen y Warren Straton diseñaron la fachada art déco del Edificio Chrysler así como sus distintivas águilas. Durante este mismo período, diseñó el Plymouth Rock Memorial, el Edificio de la Corte Suprema de Estados Unidos, el Helmsley Building de Nueva York, edificios de apartamentos y oficinas de Manhattan y varios capitolios estatales.
De vuelta en la Costa Oeste, preparó ilustraciones de los planes del ingeniero jefe para el puente Golden Gate para convencer a los financiadores. Cuando la Gran Depresión paralizó el trabajo arquitectónico en los Estados Unidos, Bonestell se fue a Inglaterra, donde representó temas arquitectónicos para el Illustrated London News.
A finales de la década de 1930 se trasladó a Hollywood, donde trabajó como artista de efectos especiales (sin figurar en los créditos), creando pinturas para películas como The Hunchback of Notre Dame (1939), Ciudadano Kane (1941), The Magnificent Ambersons (1942), Destination Moon (1950), When Worlds Collide (1951), La guerra de los mundos (1953) o Conquest of Space (1955), y para la serie de televisión Men into Space (1959-1960).
Bonestell vio que podía combinar lo que había aprendido sobre ángulos de cámara, modelado de maquetas y técnicas de pintura con su interés de toda la vida por la astronomía. El resultado fue una serie de pinturas de Saturno como se vería desde varias de sus lunas que se publicaron en la revista Life en 1944; nunca se había visto nada semejante: parecía como si los fotógrafos hubieran sido enviados al espacio. Su pintura de Saturno visto desde su satélite helado Titán es uno de los paisajes astronómicos más famosos que se han realizado; se construyó mediante una combinación de modelos de arcilla, trucos fotográficos y diversas técnicas de pintura (Titán aparece con una bruma espesa, aunque probablemente no sea cierto en la realidad).
El éxito de estas obras le llevó a publicar más pinturas en muchas revistas importantes a nivel nacional. Éstos y otros trabajos fueron recogidos en el libro superventas La conquista del espacio (The Conquest of Space, 1949), producido en colaboración con el escritor y científico Willy Ley. Con el número de octubre de 1947 de Astounding Science Fiction, Bonestell inició una extensa publicación de más de sesenta portadas para revistas de ciencia ficción, principalmente para The Magazine of Fantasy & Science Fiction, entre los años 1950 y 1970. También ilustró muchas portadas de libros.
Cuando Wernher von Braun organizó un simposio sobre vuelos espaciales para la revista Collier's, invitó a Bonestell a ilustrar sus ideas sobre el futuro del vuelo espacial. Von Braun y Bonestell mostraron que podía lograrse con la tecnología existente a mediados de los años 1950 y que solo era cuestión de dinero y voluntad. Como apareció al comienzo de la Guerra Fría y justo antes del gran impacto causado por el lanzamiento del Sputnik 1 por la Unión Soviética, la serie de 1952-54 de Collier's, ¡El hombre pronto conquistará el espacio!, fue fundamental en la puesta en marcha del programa espacial de Estados Unidos.
El 11 de junio de 1986, Bonestell murió en Carmel-by-the-Sea, California, con una pintura inacabada en su caballete.

## Legado

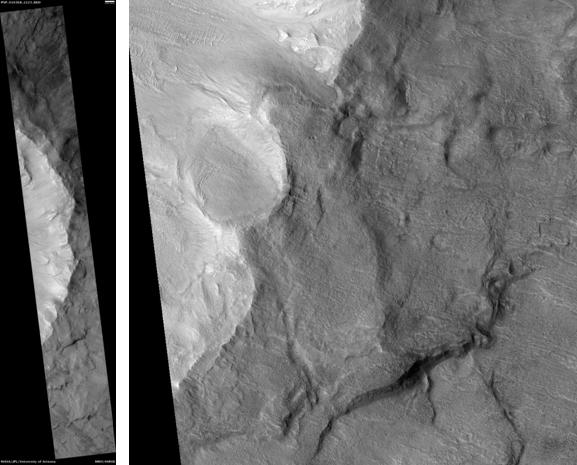
Imagen del cráter Bonestell captada por la HiRISE.

Durante su vida, Bonestell fue honrado internacionalmente por su contribución al nacimiento de la astronáutica moderna, desde una medalla de bronce otorgada por la British Interplanetary Society en 1976 o un puesto en el Salón Internacional de la Fama del Espacio, a un cráter en Marte que lleva su nombre o el asteroide (3129) Bonestell nombrado en su honor.
The Conquest of Space ganó el Premio Internacional de Fantasía de 1951 en el apartado de no ficción, uno de los primeros premios de fantasía o ciencia ficción por entonces, otorgado en la British Science Fiction Convention.
El Salón de la Fama de la Ciencia Ficción, que hasta el momento solo había incluido a personas relacionadas con la literatura, introdujo a Bonestell en el año 2005. Sus pinturas son apreciadas por los coleccionistas, así como por instituciones como el Museo Nacional del Aire y el Espacio de Estados Unidos y la Colección Nacional de Bellas Artes.

## Libros ilustrados por Bonestell
- Ley, Willy (1949), The Conquest of Space
- Across the Space Frontier (1952)
- Braun, Wernher von; Whipple, Fred Lawrence; Ley, Willy (1953).  Ryan, Cornelius, ed. Conquest of the Moon. Nueva York: The Viking Press.
- Heuer, Kenneth (1953), The End of the World (Reimpreso y revisado en 1957 como The Next Fifty Billion Years: An Astronomer's Glimpse into the Future, Viking Press)
- The World We Live In (1955)
- The Exploration of Mars (1956)
- Man and the Moon (1961)
- Rocket to the Moon (1961)
- The Solar System (1961)
- Beyond the Solar System (1964)
- Mars (1964)
- Beyond Jupiter (1972)
- The Golden Era of the Missions (1974)